# Myndigheten för delaktighet
Myndigheten för delaktighet, MFD, är en svensk statlig myndighet som bildades 1 maj 2014. MFD är en kunskapsmyndighet som främjar genomförandet av funktionshinderspolitiken. Myndigheten verkar för full delaktighet i samhället för personer med funktionsnedsättning och för jämlika levnadsvillkor. FN:s konvention om rättigheter för personer med funktionsnedsättning ligger till grund för arbetet. 
Myndighetens uppdrag styrs av regeringens mål och strategier för funktionshinderspolitiken.

## Verksamhet
Myndigheten för delaktighet följer och analyserar utvecklingen inom funktionshindersområdet genom att titta på levnadsvillkoren för personer med funktionsnedsättning och offentliga aktörers arbete med tillgänglighet och delaktighet. 
För att driva på utvecklingen tar MFD fram och sprider kunskap om hur hinder i samhället kan åtgärdas. Myndigheten ger stöd till ansvariga aktörer för att främja tillgänglighet i samhället och för att öka delaktighet för personer med funktionsnedsättning. 
MFD genomför också särskilda regeringsuppdrag och svarar på remisser från regeringskansliet och andra myndigheter. 
Myndighetens främsta målgrupp är statliga myndigheter, regioner och kommuner, men även näringslivet när det gäller rollen som arbetsgivare och producenter av produkter och tjänster. 
MFD strävar efter att utveckla kunskap och ta fram stöd tillsammans med myndighetens målgrupper. En utgångspunkt i arbetet är att hämta in människors egna erfarenheter av att möta hinder i samhället.

## Historik
Myndigheten bildades genom sammanslagning av Handisam och delar av Hjälpmedelsinstitutet.

## Generaldirektörer
- 2014-2016 –  Anne Holm Gulati[2]
- 2016 – Malin Ekman Aldén (generaldirektör)

## Källförteckning
1. ↑  http://www.riksdagen.se/sv/Dokument-Lagar/Lagar/Svenskforfattningssamling/Forordning-2014134-med-inst_sfs-2014-134/?bet=2014:134
2. ↑  ”Arkiverade kopian”. Arkiverad från originalet den 19 augusti 2014. https://web.archive.org/web/20140819085423/http://www.regeringen.se/sb/d/7487/a/238520. Läst 18 augusti 2014.